# Joseph Haas
Joseph Haas (ur. 19 marca 1879 w Maihingen, zm. 30 marca 1960 w Monachium) – niemiecki kompozytor.

## Życiorys
Początkowo pracował jako nauczyciel w szkołach ludowych w Augsburgu i Monachium. W latach 1904–1908 studiował w Monachium i Lipsku u Maxa Regera (kompozycja), Karla Straubego (organy) i Adolfa Ruthardta (fortepian). W 1909 roku otrzymał nagrodę fundacji im. Arthura Nikischa za Sonatę op. 21. Od 1911 roku wykładał w konserwatorium w Stuttgarcie. Był współorganizatorem odbywającego się od 1921 roku festiwalu muzyki współczesnej w Donaueschingen. W 1921 roku osiadł w Monachium, gdzie był profesorem kompozycji (od 1924) i dyrektorem katedry muzyki kościelnej (od 1925) w Akademie der Tonkunst. W 1930 roku przyjęty został na członka Preußische Akademie der Künste. Jako osoba głęboko religijna przeciwstawiał się narodowemu socjalizmowi. Po 1945 roku zajął się odbudową monachijskiej Hochschule für Musik, w latach 1946–1950 był jej rektorem. W 1950 roku przeszedł na emeryturę. Otrzymał tytuł doktora honorisa causa Pontificium Institutum Musicae Sacrae w Rzymie (1953) i Uniwersytetu Monachijskiego (1954).
Opublikował biografię Maxa Regera (Bonn 1949), ukazał się także zbiór jego artykułów i mów pt. Reden und Aufsätze (Moguncja 1964). Od 1949 roku działa Joseph-Haas-Gesellschaft, zajmujące się promocją muzyki kompozytora.

## Twórczość
Silny wpływ na styl Haasa wywarła zaadaptowana od Maxa Regera technika kontrapunktyczna osadzona w sferze rozszerzonej tonalności oraz niemiecka muzyka ludowa. W początkowym okresie swojej twórczości uprawiał małe formy w stylu późnoromantycznym, z licznymi nawiązaniami do niemieckiego folkloru. W latach 20. XX wieku zwrócił się ku muzyce religijnej o charakterze użytkowym, również o silnie narodowym rysie. W swojej twórczości odwoływał się do dawnych wzorców, przykładając wagę do warsztatu kompozytorskiego i zrozumiałości utworu, świadomie odrzucając współczesne eksperymenty formalne i poszukiwania dźwiękowe.

## Wybrane kompozycje
(na podstawie materiałów źródłowych)

### Utwory orkiestrowe
- Das Grab im Busento (1902)
- Ein symphonisches Idyll (1903)
- Felice notte (1903)
- Symphonische suite (1913)
- Heitere Serenade (1913–1914)
- Variationen und Rondo über ein altdeutsches Volkslied (1916–1917)
- Variationen-Suite über ein altes Rokokothema (1924)
- Lyrisches Intermezzo (1937)
- Ouvertüre zu einem frohen Spiel (1943)
- Der Tod dem Apfelbaum (1945)

### Utwory kameralne
- 2 sonaty skrzypcowe (1905)
- 2 kwartety smyczkowe (1905, 1919)
- Sonata skrzypcowa (1908)
- Divertimento na skrzypce, altówkę i wiolonczelę (1909)
- Ein Kränzlein Bagatellen na obój i fortepian (1910)
- 2 Grotesken na wiolonczelę i fortepian (1910)
- Sonata na róg (1910)
- Ein Sommermarchen na wiolonczelę (1910), także wersja na wiolonczelę i fortepian (1923)
- Divertimento na 2 skrzypiec, altówkę i wiolonczelę (1911)
- Trio kameralne na 2 skrzypiec i fortepian (1912)
- Grillen na skrzypce i fortepian (1912)
- Capriccio na skrzypce i fortepian (1915)
- 2 Kirchensonaten na skrzypce i organy (1925–1926)

### Utwory fortepianowe
- Ballade (1902)
- Bagatellen (1902–1904)
- 5 Stücke (1904)
- Lose Blätter (1908)
- Frohe Launen (1909)
- Hausmärchen (3 zeszyty; 1911, 1916, 1920)
- Eulenspiegeleien (1912)
- Alte unnennbare Tage (1915)
- 3 sonaty (1918, 1923, 1923)
- Deutsche Reigen und Romanzen (1919)
- Schwänke und Idyllen (1921)
- Märchentänze (1927)
- 4 sonatiny (1943)

### Utwory organowe
- 10 preludiów chorałowych (1905)
- 3 preludia i fugi (1906)
- Sonata (1907)
- 8 Charakterstücke (1907)
- 2 suity (1908, 1909)
- Variationen über ein Originalthema (1911)
- Impromptu (1912)
- Introduktion und Fuge (1912)
- 8 preludiów (1936)

### Utwory wokalne i wokalno-instrumentalne
- Rum bidi bum! na 2 głosy dziecięce i fortepian (1911)
- Trali Trala na chór dziecięcy lub chór i fortepian (1918)
- Tag und Nacht na głos wysoki i orkiestrę (1921–1922)
- Zehn Marienlieder na głosy żeńskie lub chór dziecięcy i organy (1922)
- Deutsche Vesper na chór (1929)
- Speyerer Domfest-Messe na chór i organy lub małą orkiestrę (1930)
- Die heilige Elisabeth na sopran, recytatora, chór i orkiestrę (1931)
- Christnacht na chór żeński lub dziecięcy, chór, solistów, recytatora i małą orkiestrę (1932)
- Das Lebensbuch Gottes na chór lub chór żeński, solistów i organy lub małą orkiestrę (1934)
- Christ-König-Mese na chór, organy i orkiestrę lub orkiestrę dętą (1935)
- Des Lied von der Mutter na sopran, baryton, chóry i orkiestrę (1938–1939)
- Te Deum na sopran, baryton, chór i orkiestrę (1945)
- Totenmesse na głosy recytujące, chór i instrumenty (1945), także wersja na głosy recytujące, chóry i orkiestrę (1947)
- Müncher Liebfrauen- Messe na chór i organy lub orkiestrę lub orkiestrę dętą (1946)
- Das Jahr im Lied na chór, solistów, recytatora i orkiestrę (1951–1952)
- Deutsche Weihnachtsmesse na chór i organy lub małą orkiestrę (1954)
- Die Seligen na chór, chór dziecięcy, solistów i orkiestrę (1956)
- Schiller-Hymne na chór, baryton i orkiestrę (1957)
- Deutsche Kindermesse na sopran, mezzosopran i organy (1958), także wersja pt. Deutsche Chormesse na chór i organy (1965)
- Marianische Kantate na głosy żeńskie, solistów i organy (1960)

### Utwory sceniczne
- opera Die Bergkönigin (1927)
- opera Tobias Wunderlich (1934–1937, wyst. Kassel 1937)
- opera komiczna Die Hochzeit des Jobs (1940–1943, wyst. Drezno 1944)